# Meyer Cohn
Meyer Cohn (geboren 8. Juli 1851 in Oppeln; gestorben 1. August 1942 in Berlin) war ein deutscher Rechtsanwalt, Notar und Vorsteher der jüdischen Gemeinde in Rostock.

## Leben
Meyer Cohn war der Sohn des Landesrabbiners von Mecklenburg-Schwerin Salomon Cohn und dessen Frau Regine, geborene Ettinger. Nach dem Schulbesuch in Schwerin studierte er Jura in Breslau und Rostock. Meyer Cohn war 1879 der erste jüdische Rechtsanwalt und Notar und erster jüdischer Stadtverordneter in Rostock. Um 1895 wurde er Vorsteher der Jüdischen Gemeinde Rostock und bis 1905 Mitglied des Oberrates der jüdischen Landesgemeinde. Er war mit Anna Rebecca Cohn, geborene Isaac (1857–1941) verheiratet. Letzter Wohnort der Familie seit 1912 war Berlin. 